# Oganesson
Oganesson, tidigare även Ununoktium, är ett grundämne med det kemiska tecknet Og och atomnumret 118. IUPAC föreslog i juni 2016 det permanenta namnet oganesson (Og) för grundämnet, för att hedra den ryske atomfysikern Jurij Oganessian. Suffixet "-on" beror på att oganesson tillhör grupp 18 (ädelgaser). Namnet blev formellt accepterat 30 november 2016. I det periodiska systemet tillhör grundämnet p-blocket och det är även det sista grundämnet i period 7. Det är för närvarande den enda syntetiska ädelgasen och är ett så kallat supertungt grundämne. Den har det högsta atomnumret och den största atommassan som hittills tillskrivits ett grundämne.
Den radioaktiva atomen är synnerligen instabil och sedan 2002 har man endast lyckats verifiera tre atomer av isotopen 294Og. Detta innebär att man inte experimentellt lyckats fastställa många av ämnets egenskaper, teoretiska beräkningar har dock gett upphov till många uppskattningar, varav några oväntade. Exempelvis så kan oganesson, trots att det är en ädelgas, ha högre reaktivitet än några grundämnen utanför gruppen. Dessutom förmodas grundämnet inte ens vara en gas under normala förhållanden.

## Historia

### Misslyckat försök
Mot slutet av 1998 publicerade den polske fysikern Robert Smolanczuk vissa beräkningar på sammanslagningar av atomkärnor som kunde leda till syntesen av transuraner, däribland grundämne 118. Hans beräkningar antydde att det kunde vara möjligt att skapa grundämne 118 genom att slå samman bly och krypton under noga kontrollerade förhållanden.
År 1999 använde sig en grupp forskare vid Lawrence Berkeley National Laboratory i USA av dessa beräkningar och tillkännagav upptäckten av grundämnena 116 och 118 i Physical Review Letters och strax därefter även i Science Forskarna påstod sig ha genomfört reaktionen:
86Kr + 208Pb → 293Og + n
Året därpå drog forskarna tillbaka sin upptäckt då andra inte fick samma resultat då de försökte upprepa försöken. I juni 2002, meddelade labbet att den ursprungliga upptäckten av dessa två grundämnen hade baserats på data som fabricerats av huvudförfattaren Victor Ninov.

### Upptäckt
Den 9 oktober 2006 meddelade forskare vid Joint Institute for Nuclear Research (JINR) och Lawrence Livermore National Laboratory i Kalifornien, USA, som arbetade vid JINR i Dubna, Ryssland i Physical Review C att de indirekt hade upptäckt totalt tre kärnor av isotopen oganesson-294 (en 2002 och ytterligare två 2005) vid kollisioner mellan californiumatomer och kalciumjoner:
249Cf + 48Ca → 294Lv + 3 n

Sönderfallsserie för isotopen ^{294}Og. Sönderfallsenergi och genomsnittlig halveringstid anges för moderisotopen och för vardera dotterisotop. Den andel av atomerna som genomgår spontan fission (SF) anges i grönt.

På grund av den låga sannolikheten för en fusionreaktion (fusionens tvärsnitt är endast 0,5 pikobarn = 5*10−41 m²) tog experimentet fyra månader och innefattade en stråldos på 2,5×1019 kalciumjoner som sköts mot ett californiummål för att skapa den första registrerade händelsen som tros vara syntesen av oganesson. Emellertid är forskarna starkt övertygade om att resultatet inte är falskt positivt, eftersom sannolikheten att upptäckterna var slumpmässiga händelser uppskattas vara mindre än en på 100 000.
I experimenten observerades tre atomer av oganesson. En halveringstid på 0,89 ms beräknades: 294Og sönderfaller till 290Lv genom alfasönderfall. Eftersom det endast fanns tre kärnor är den uppskattade halveringstiden bestämd med stor osäkerhet: 0,89+1,07-0,31 ms.
294Og → 290Lv + 4He
Upptäckten av 294Og-kärnan bekräftades genom att man separat även skapade den antagna dotterkärnan 290Lv genom att bombardera 245Cm med 48Ca-joner
245Cm + 48Ca → 290Lv + 3 n
och se att sönderfallskedjan hos 290Lv gick ihop med den hos 294Og-kärnan. Dotterkärnan 290Lv är väldigt instabil och sönderfaller med en halveringstid på 14 millisekunder till 286Fl, vilken kan genomgå spontan fission eller alfasönderfall till 282Cn, som genomgår spontan fission.
Efter att ha lyckats framställa oganesson har upptäckarna påbörjat liknande experiment i hopp om att kunna skapa grundämne 120 (unbinilium) från 58Fe och 244Pu Isotoperna hos grundämne 120 förutspås ha en halveringstid på någon mikrosekund och likt oganesson utsöndra alfastrålning.

## Benämning
Grundämne 118 tilldelades 1979 det tillfälliga namnet ununoktium, då IUPAC publicerade rekommendationer om hur nya grundämnen ska namnges. Namnet, konstruerat som un-un-okt-ium från siffrorna i atomnumret, var ett systematiskt grundämnesnamn som fungerade som ställföreträdare tills andra forskargrupper lyckats bekräfta grundämnet och IUPAC beslutat om ett permanent namn.
Innan den första upptäckten drogs tillbaka 2002 avsåg forskare från Lawrence Berkeley National Laboratory att ge grundämnet namnet ghiorsium (Gh), efter Albert Ghiorso (en ledande medlem av forskarteamet). 
Några år senare, då de ryska upptäckarna meddelade sin syntes 2006, spred sig rykten om att de planerade att uppkalla grundämnet efter den plats där det upptäcktes, dubnadium (Dn) (väldigt likt det 105:e grundämnet, dubnium (Db)). Emellertid meddelade chefen för det ryska institutet, under en intervju med en rysk tidning, att forskarlaget övervägde två namn för det nya grundämnet, flyorium för att hedra Geórgij Fljorov (även stavat Georgi Flerov), grundare av forskningsinstitutionen; och moskovium (även stavat moscovium eller till och med moscowium), efter Moskva oblast, i vilken Dubna ligger. Han meddelade även att, trots att grundämnet upptäcktes som ett amerikanskt samarbete, som skaffade californiumpreparatet, så skulle grundämnet rätteligen namnges med heder åt Ryssland eftersom Flerov Laboratory of Nuclear Reactions vid JINR är den enda anläggningen i världen som skulle kunna åstadkomma dessa resultat.
I juni 2016 tillkännagav IUPAC att grundämne 118 skulle ha namnet oganesson, med förkortningen Og. Geórgij Fljorov och Moskva har i stället hedrats med namnen på grundämnena 114 flerovium, respektive 115 moskovium.

## Kännetecken

### Kärnstabilitet och isotoper

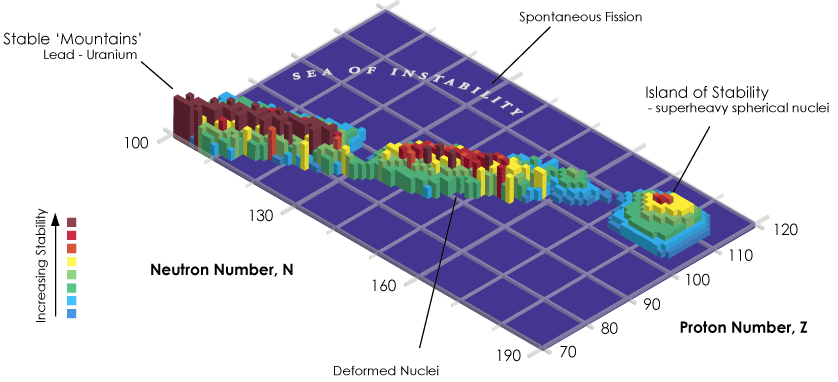
Grundämne 118 kommer precis i slutet på "stabilitetsön" och dess kärna är därför något stabilare än man tidigare förutspått.

Det finns inga grundämnen med ett atomnummer över 82 (efter bly) som har stabila isotoper. Kärnans stabilitet minskar i stort sett då atomnumret stiger. Alla isotoper med ett atomnummer över 101 sönderfaller radioaktivt med en halveringstid under en dag. På grund av anledningar man ännu inte har förstått helt så finns det en viss ökning i kärnstabiliteten kring atomnummer 110–114, vilket leder till ett utseende som inom kärnfysiken är känt som "stabilitetsön". Detta koncept, som föreslogs av UC Berkeley-professorn Glenn Seaborg, förklarar varför transuranerna har en längre halveringstid än förväntat. Oganesson är radioaktivt och har en halveringstid som verkar ligga under en millisekund. Detta är dock längre än några förutspådda värden, vilket har gett vidare stöd för teorin om en "stabilitetsö"..
Tunneleffektsmodellen förutspår att ett flertal neutronrika isotoper till grundämne 118 finns, och att dessa sönderfaller genom alfasönderfall med halveringstider nära en millisekund.
Teoretiska beräkningar på de syntetiska sönderfallskedjorna, och halveringstiden för andra isotoper har visat att några kan vara något mer stabila än den syntetiserade isotopen 294Og, exempelvis 293Og, 295Og, 296Og, 297Og, 298Og, 300Og och 302Og. Av dessa antas 297Og ha störst chans att bli något mer långlivad, och således kan just den isotopen bli målet för framtida studier av oganesson. Vissa isotoper med ännu fler neutroner, som exempelvis isotoper kring 313Og, kan också ge mer stabila kärnor.

### Egenskaper
Oganesson tillhör ädelgaserna vilket är en grupp grundämnen som saknar valenselektroner. På grund av detta, antas oganesson ha kemiska och fysikaliska egenskaper liknande övriga ädelgasers och då särskilt radon som är den närmaste ädelgasen i det periodiska systemet. Medlemmarna i den här gruppen är extremt motståndskraftiga mot kemiska reaktioner (som exempelvis förbränning) på grund av att valensskalet är helt fyllt med åtta elektroner. Detta ger en stabil sammansättning med låg energi där de yttre elektronerna är starkt sammankopplade. Man tror därför att även oganesson har ett stängt yttre valensskal i vilket dess valenselektroner är ordnade i konfigurationerna 7s2, 7p6.

Det förväntade elektronskalet för oganesson. Lägg märke till de åtta elektronerna i det yttre skalet.

Utifrån de periodiska trenderna borde det antas att oganesson är något mer reaktivt än radon, och teoretiska beräkningar har visat att grundämnet kan vara väldigt reaktivt med tanke på dess "ädla" status.
Förutom att vara betydligt mer reaktiv än radon kan oganesson till och med vara mer reaktiv än grundämnena 114 och 112. 
Denna uppenbara skillnad i reaktivitet hos oganesson relativt till radon beror på destabiliseringen i energin och den radiala utvidgningen hos det senast fyllda underskalet 7p. Mer exakt beror detta på ett flertal växelverkningar i elektronernas spinn och rörelse mellan 7p-elektronerna och de trögreaktiva 7s2-elektronerna, vilket leder till en andra valensskalsstängning vid grundämne 114, och en avsevärd minskning i stabilitet hos det stängda skalet hos oganesson. Man har också beräknat att oganesson, till skillnad mot övriga ädelgaser, avger energi då den binder till en elektron, alltså påvisar grundämnet positiv elektronaffinitet.
Oganesson förväntas ha den bredaste polariserbarheten av alla grundämnen före sig i det periodiska systemet, och nästan dubbelt så stor som radons. Genom att studera de andra ädelgaserna har man förutspått att oganesson har en kokpunkt mellan 320 och 380 K. Detta skiljer sig mycket från tidigare uppskattningar på 263 K eller 247 K. Trots att testernas resultat är väldigt osäkra så är det väldigt otroligt att grundämne 118 är en gas under standardtryck och -temperatur. Och eftersom temperaturspannet för vätskefasen hos övriga ädelgaser är väldigt smalt, mellan 2 och 9 kelvin, bör det här grundämnet vara fast vid standardförhållanden. På grund av dess oerhörda polariserbarhet förväntas oganesson ha en onormalt låg jonisationspotential (liknande den hos bly som i sin tur är 70% av den hos radon  och betydligt mindre än den hos grundämne 114) och ett standard kondenserat tillstånd. Emellertid, även om oganesson är en monatomisk gas under standardförhållanden, skulle det vara en av de ämnen i gasform med högst molekylmassa, endast UF6 med en molekylmassa på 352 u skulle slå den.

### Föreningar och användningsområden

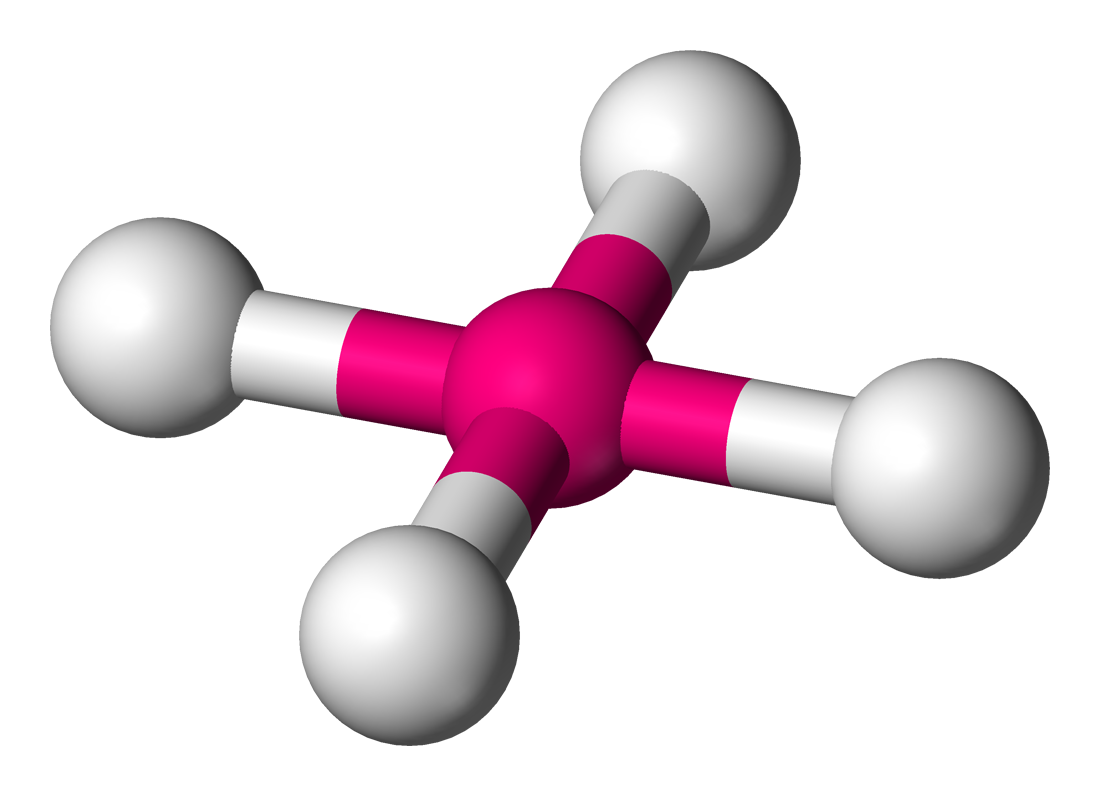
XeF_{4} och RnF_{4} har en plankvadratisk konfiguration.

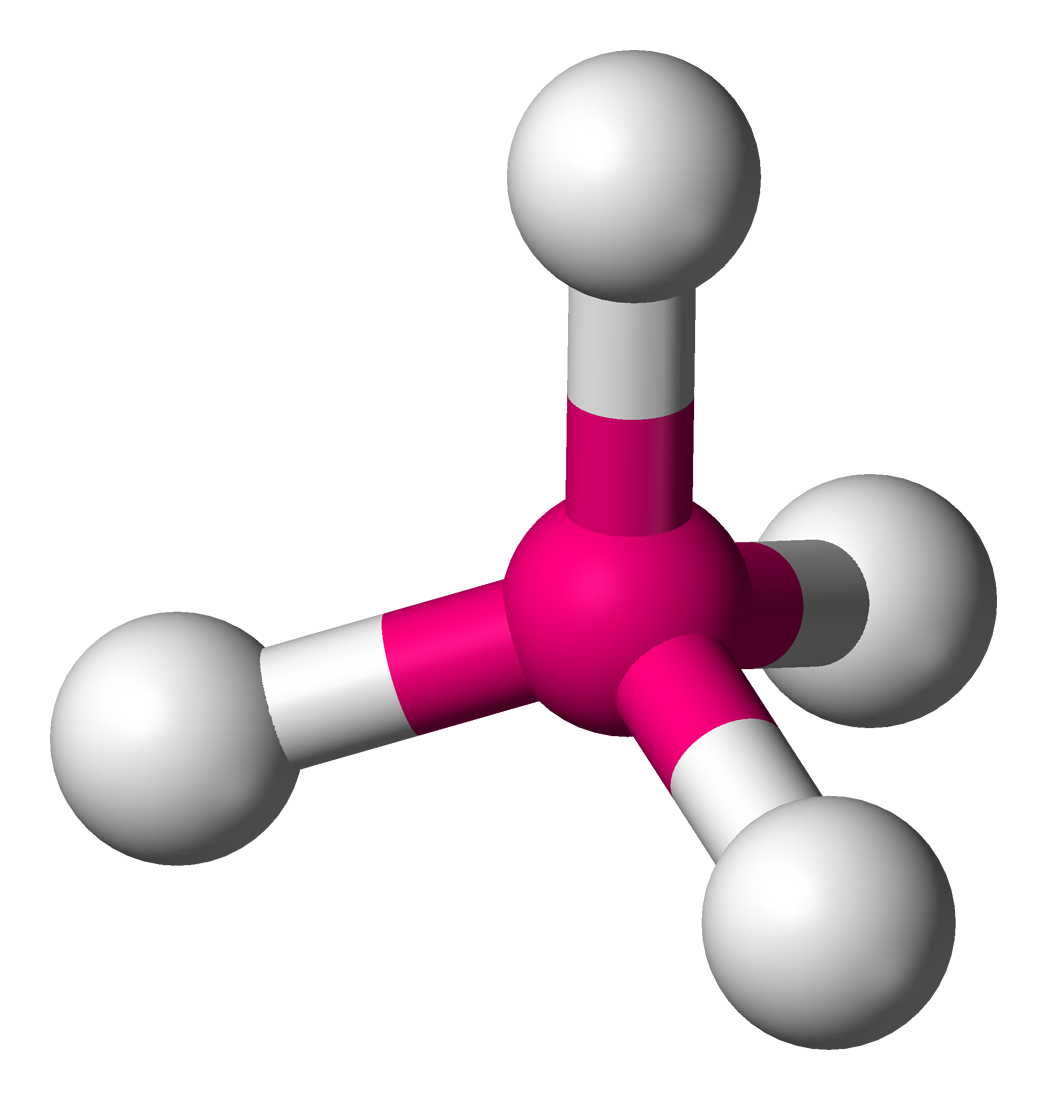
OgF_{4} antas ha en tetraedrisk konfiguration.

Inga föreningar med oganesson har syntetiserats men beräkningar för teoretiska föreningar genomfördes redan 1964. Det antas att om jonisationspotentialen hos ämnet är tillräckligt hög, så kommer det vara väldigt svårt att oxidera och därför kommer det vanligaste oxidationstillståndet att vara 0 (likt övriga ädelgaser).
Bindningen mellan oganesson och väte i OgH är väldig svag och kan betraktas som ett rent van der Waals-samspel snarare än en äkta kemisk bindning. Å andra sidan verkar det som om oganesson bildar stabilare föreningar med starkt elektronegativa ämnen än vad grundämne 112 och 114 gör. De stabila oxidationstillstånden +2 och +4 har förutspåtts finnas i de fluorinerade föreningarna OgF2 och OgF4. Detta är ett resultat av samma växelverkningar i elektronernas spinn och rörelse som gör oganesson ovanligt reaktiv. Det har till exempel visats att reaktionen mellan Og och F2, som bildar föreningen OgF2, skulle avge en energi på 106 kcal/mol, av vilket 46 kcal/mol kommer från dessa växelverkningar. Som jämförelse är växelverkningar i elektronernas spinn och rörelse hos den liknande molekylen RnF2 cirka 10 kcal/mol av den totala bildningsenergin på 49 kcal/mol. Samma växelverkan stabiliserar den tetraedriska Td-konfigurationen för OgF4, till skillnad från den plankvadratiska D4h-konfigurationen hos XeF4 och RnF4. Bindningen Og-F kommer troligtvis att vara en jonbindning snarare än en kovalent bindning, vilket betyder att OgFn-föreningarna troligtvis kommer att vara i fast eller flytande form. Till skillnad mot de övriga ädelgaserna antas oganesson vara tillräckligt elektropositiv för att kunna bilda Og-Cl-bindningar med klor.
Eftersom man hittills endast lyckats skapa tre atomer av oganesson så finns det inga användningsområden utanför den grundläggande vetenskapliga forskningen. Grundämnet skulle utgöra en strålningsrisk om tillräckligt mycket skapades på en och samma plats.